# 아디다스 아즈테카

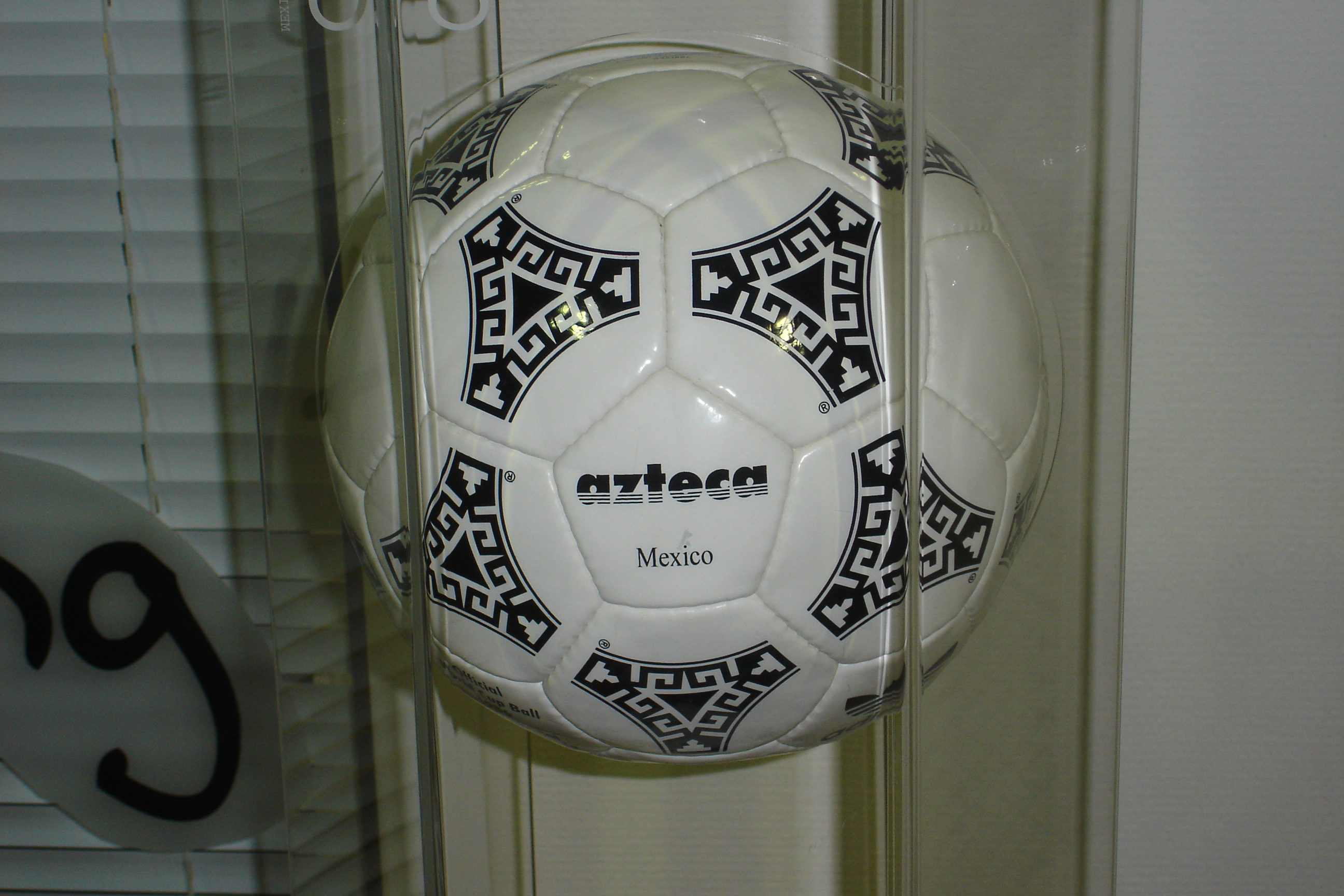
아즈테카

아즈테카(Azteca)는 멕시코에서 개최한 1986년 FIFA 월드컵의 공식 경기구로, 아디다스가 제작하였다. 아즈테카는 멕시코 중앙고원에 발달한 아메리카 인디언 문명인 아스텍 문명의 벽화 문양을 형상화한 에스타디오 아스테카에서 붙여진 이름이다.
월드컵 공식 경기구로는 최초로 인조 합성 가죽으로 만들었다.

## 같이 보기
- FIFA 월드컵 공식 경기구